# Niamh Kavanagh
Niamh Kavanagh (n. 13 februarie 1968, Dublin, Leinster⁠(d), Irlanda) este o cântăreață irlandeză ce s-a bucurat de recunoaștere internațională la debutul anilor '90 prin prisma victoriei obținute la Concursul muzical Eurovision 1993.

## Discografie

### Albume
- The Commitments
- The Commitments vol. 2
- Flying Blind
- Together Alone
- Wondedrug
- The Shanley Sessions
- Meeting Place
- Live at the Meeting Place

### Single-uri
- In Your Eyes
- It's For You